# Angela Kang
Angela Kang (Irvine, 23 de março de 1976) é uma roteirista de televisão norte-americana que atualmente trabalha como showrunner na série dramática de terror da AMC, The Walking Dead.

## Biografia
Kang nasceu e foi criada em Irvine, Califórnia, filha de imigrantes coreanos da classe trabalhadora. Ela recebeu um Bacharelado em Artes em Inglês e Teatro pelo Occidental College em Los Angeles, Califórnia, em 1998, após o qual ela publicou vários contos e poemas, e também escreveu várias peças. Ela finalmente voltou para a escola, onde recebeu um diploma de Mestre em Belas Artes em roteiro pela Universidade do Sul da Califórnia, onde recebeu a bolsa de graduação Annenberg.

## Carreira na televisão
Seu primeiro emprego na indústria da televisão veio quando ela trabalhou como estagiária para a série de drama médico da ABC, Grey's Anatomy e Private Practice. Seu primeiro trabalho como redatora foi para a série pós-apocalíptica Day One da NBC, que ela conseguiu ao sair da pós-graduação. Pouco depois, ela foi contratada como redatora da minissérie da FX, Terriers, da qual escreveu dois episódios. Em 2011, ela se juntou à equipe de roteiristas da aclamada série de drama de terror da AMC, The Walking Dead, como editora de histórias para a segunda temporada. Ela foi promovida a produtora na terceira temporada (2012-2013), co-produtora executiva na quinta temporada (2014-2015) e showrunner nas temporadas nove a onze (2018-2022).
Além de trabalhar em The Walking Dead e outros programas, Kang também estrelou em Talking Dead, um talk show sobre The Walking Dead e Fear the Walking Dead (2011–2019). Também escreveu os curtas Slow Pitch in Relief (2009) e Harlequin (2004).
Após a conclusão da 11ª e última temporada de The Walking Dead, Kang se tornará a showrunner de uma série spin-off focada em Daryl Dixon (Norman Reedus) e Carol Peletier (Melissa McBride). A série está programada para ir ao ar em 2023.

### Terriers
- Revisora – 12 Episódios (2010)
- Escritora – 2 Episódios (2010)

### The Walking Dead
- Produtora – 32 Episódios (2012–2014)
- Co-Produtora Executiva – 64 Episódios (2014–2018)
- Produtora Executiva – 39 Episódios (2018–2021)
- Escritora – 28 Episódios (2011–2021)
- Editora de histórias – 13 Episódios (2011–2012)
- História – 1 Episódio (2017)
- Teleplay – 1 Episódio (2017)

| - 1.06 – "Ring-a-Ding-Ding" - 1.12 – "Quid Pro Quo" (co-escrito com Leslye Headland) | - 2.06 – "Secrets" - 2.11 – "Judge, Jury, Executioner" - 3.05 – "Say the Word" - 3.11 – "I Ain't a Judas" - 4.02 – "Infected" - 4.12 – "Still" - 4.16 – "A" (co-escrito com Scott M. Gimple) - 5.03 – "Four Walls and a Roof" (co-escrito com Corey Reed) - 5.08 – "Coda" - 5.15 – "Try" - 6.03 – "Thank You" - 6.10 – "The Next World" (co-escrito com Corey Reed) - 6.13 – "The Same Boat" - 7.03 – "The Cell" - 7.07 – "Sing Me a Song" (co-escrito com Corey Reed) - 7.09 – "Rock in the Road" - 7.14 – "The Other Side" - 7.16 – "The First Day of the Rest of Your Life" (co-escrito com Scott M. Gimple e Matthew Negrete) - 8.05 – "The Big Scary U" (co-escrito com Scott M. Gimple e David Leslie Johnson) - 8.06 – "The King, the Widow, and Rick" (co-escrito com Corey Reed) - 8.08 – "How It's Gotta Be" (co-escrito com David Leslie Johnson) - 8.10 – "The Lost and the Plunderers" (co-escrito com Channing Powell e Corey Reed) - 8.13 – "Do Not Send Us Astray" (co-escrito com Matthew Negrete) - 8.16 – "Wrath" (co-escrito com Scott M. Gimple e Matthew Negrete) - 9.01 – "A New Beginning" - 9.16 – "The Storm" (co-escrito com Matthew Negrete) - 10.01 – "Lines We Cross" - 11.01 – "Acheron: Part I" (co-escrito com Jim Barnes) - 11.02 – "Acheron: Part II" (co-escrito com Jim Barnes) |